# RSN Kołobrzeg
RSN Kołobrzeg (Radiofoniczna Stacja Nadawcza Kołobrzeg) – wieża radiotelewizyjna zlokalizowana w Kołobrzegu przy ul. Jedności Narodowej 16. Właścicielem jest EmiTel Sp. z o.o.

## Parametry
- wysokość posadowienia podpory anteny: 5 m n.p.m.
- wysokość zawieszenia systemów antenowych radiowych: 70 m n.p.t. i 100 m n.p.t.
- wysokość zawieszenia systemów antenowych telewizyjnych: 76 m n.p.t.

## Transmitowane programy

### Programy radiowe
| LP | Program        | Właściciel                                                               | Częstotliwość | Moc transmisji |
| -- | -------------- | ------------------------------------------------------------------------ | ------------- | -------------- |
| 1  | Radio Koszalin | Polskie Radio - Regionalna Rozgłośnia w Koszalinie "Radio Koszalin" S.A. | 91,00 MHz     | 0,10 kW        |

### Programy telewizyjne
Programy telewizji analogowej zostały wyłączone 20 maja 2013 r.
| LP | Program                 | Nazwa kontrahenta                          | Częstotliwość | Kanał | Moc transmisji |
| -- | ----------------------- | ------------------------------------------ | ------------- | ----- | -------------- |
| 1  | TVP Info / TVP Szczecin | Telewizja Polska S.A. Oddział w Szczecinie | 695,25 MHz    | 49    | 1 kW           |
| 2  | Polsat                  | Telewizja Polsat S.A.                      | 735,25 MHz    | 54    |                |